# Masaru Emoto
Masaru Emoto (jap. 江本 勝 Emoto Masaru; * 22. Juli 1943 in Yokohama, Japan; † 17. Oktober 2014 in Tokio) war ein japanischer Parawissenschaftler. Er war Präsident der 1986 in Tokio von ihm gegründeten International Hado Membership (IHM), der Office Masaru Emoto, LLC und der Emoto Peace Project Foundation sowie Vorsitzender des IHM General Research Institute. Emoto war Präsident des mittlerweile aufgelösten Schweizer Instituts Wise Crystal und zeitweise Präsident der International Water for Life Foundation, einer Non-Profit-Organisation.

## Ausbildung
Emoto studierte Politikwissenschaften mit Schwerpunkt auf Internationalen Beziehungen an der Städtischen Universität Yokohama. Im Oktober 1992 erwarb er an der indischen International Open University einen vermeintlichen Doktorgrad. Bei dieser mittlerweile polizeilich geschlossenen Einrichtung handelte es sich um eine Titelmühle, die gegen Zahlung von Gebühren bei einer nicht-wissenschaftlichen Ausbildung Titel verlieh.
Laut eigener Aussage lernte er das physiko-chemische Phänomen der Zusammenballung von Wassermolekülen in den USA und durch die Technologie der Magnetfeldresonanz-Analyse kennen.

## Arbeit mit Wasser
Emoto beschäftigte sich seit Anfang der 1990er Jahre mit Wasser. Er vertrat die Auffassung, dass Wasser die Einflüsse von Gedanken und Gefühlen aufnehmen und speichern könne. Zu dieser Auffassung gelangte er durch Experimente mit Wasser in Flaschen, die er entweder mit positiven Botschaften wie „Danke“ oder negativen Botschaften wie „Krieg“ beschriftete und anschließend gefror, fotografierte und anhand von ästhetisch-morphologischen Kriterien den entstehenden Eiskristall beurteilte. So stellte er einen gewissen Zusammenhang zwischen dem Aussehen des Eiskristalls und der Qualität bzw. dem Zustand des Wassers her. Seinen Hypothesen zufolge formt mit positiven Botschaften beschriftetes Wasser stets vollkommene Eiskristalle, während Wasser mit negativen Botschaften unvollkommene Kristallformen annimmt. Die bekannten Grundlagen der Kristallbildung von Schneeflocken (Form abhängig von Temperatur) wurden hierbei außer Acht gelassen.
Emotos Behauptungen bilden zusammen mit weiteren als para- bzw. pseudowissenschaftlich bezeichneten Ansätzen von Viktor Schauberger, Johann Grander u. a. die Ausgangslage für die Behandlung, Herstellung und Vermarktung von sogenanntem „belebtem“ Wasser und Geräten zur Wasserbelebung.

## Verwandte Hypothesen
Alle Hypothesen zum Gedächtniseffekt von Wasser haben gemeinsam, dass es keine haltbaren Hinweise auf tatsächliche Veränderungen des Wassers gibt.
- Jacques Benveniste, ein französischer Mediziner, veröffentlichte 1988 in der Zeitschrift Nature Ergebnisse, nach denen hochgradig verdünnte Antigene über einen „Gedächtniseffekt“ des Wassers weiße Blutzellen (Leukozyten) beeinflussen. Diese Effekte ließen sich allerdings nicht reproduzieren[5][6] und selbst Benveniste gelang es unter Aufsicht des Nature-Chefredakteurs John Maddox und des amerikanischen Pseudowissenschaften-Gegners James Randi nicht, diese Effekte zu beweisen.[7]
- Die angebliche Entdeckung des französischen Virologen Luc Montagnier, dass Lösungen mit DNS eines Virus oder Bakteriums „Radiowellen im Niedrigfrequenzbereich ausstrahlen“ und diese Radiowellen das Wasser auch nach zahlreichen Verdünnungen beibehalte, ist stark umstritten.[8]
- Ebenfalls ist die von Johann Grander entwickelte Methode zur „Belebung von Leitungswasser“ erwiesenermaßen wirkungslos[9] und darf laut einem Gerichtsurteil als „esoterischer Unfug“ bezeichnet werden.[10]

## Kritik
Emotos Annahmen stehen in erheblichem Widerspruch zu bestehenden Erkenntnissen der Wasserchemie und -physik. Insbesondere seine Methodik kann nach den für die Wissenschaft geltenden Qualitätsanforderungen nicht bestehen. Da sich seine vermeintlichen Erkenntnisse weder logisch noch empirisch nachvollziehen lassen, werden seine Ideen von der Fachwelt nicht ernst genommen. Masaru Emoto selbst bezeichnete die Fotografien als eine neue Art der Kunst, die weder als Naturwissenschaft noch als Religion gelten solle (“Therefore, the photograph of crystals is neither science nor religion. I hope it is enjoyed as a new type of art.”).
2003 bot die James Randi Educational Foundation Emoto eine Million Dollar, wenn er die Ergebnisse seiner Studien in einem Doppelblindversuch reproduzieren könne.

## Trivia

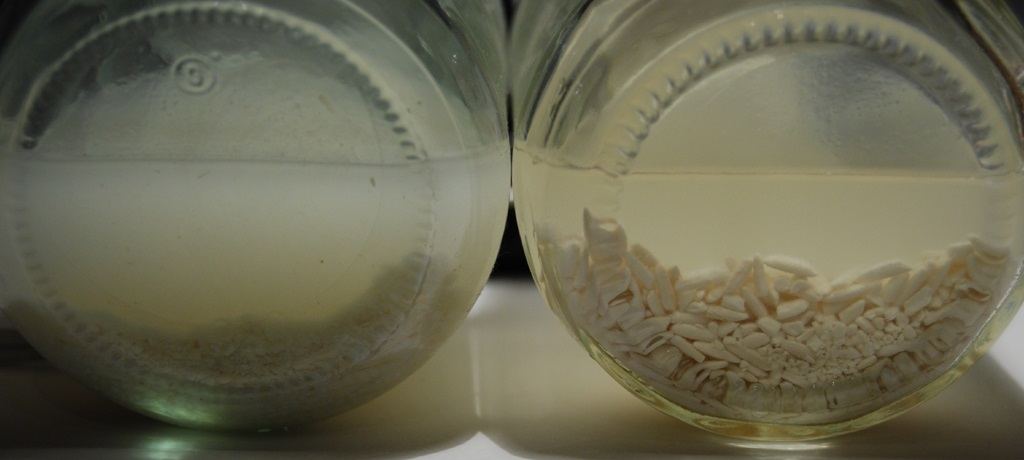
Reisversuch nach Emoto, im nichtwissenschaftlichen Versuchsansatz: Der Reis im linken Glas wurde beleidigt, im rechten Glas gelobt. Nach etwa siebentägiger Inkubation wurde ein Foto angefertigt.

- Die Werbung der Firma Rayonex mit Emotos unbelegter Hypothese der Informationsweitergabe auf die Kristallstruktur von Eis und ebensolche Effekte der vertriebenen Geräte wurde unter Androhung von 250.000 Euro Ordnungsgeld oder an den Geschäftsführern zu vollziehenden Ordnungshaft bis zu 6 Monaten vom LG Dortmund untersagt.[14]

„Dazu wurde folgender, sicherlich außergewöhnlicher Versuch unternommen: Er befestigte auf einer Glasflasche, die mit Wasser befüllt war, einen Aufkleber mit den Worten: Du bist häßlich. Du machst mich krank. Das Strukturbild des später eingefrorenen Wassers war völlig chaotisch. Dagegen entstand bei den Worten ich liebe Dich, Du bist schön ein völlig perfekter Kristall.“

- In Kleine wahre Lügen, einer französischen Tragikomödie aus dem Jahr 2010, werden den Urlaubern Teile von Emotos Lehre durch einen Esoteriker (Nassim) nahegebracht. Der Protagonist Eric beschimpft daraufhin ein Glas voller Reiskörner auf übelste Weise.